# John Baldwin Neil

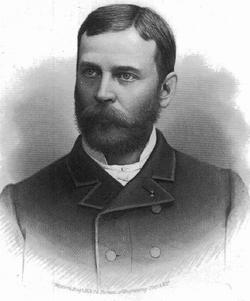
John Baldwin Neil

John Baldwin Neil (* 28. Juli 1842 in Columbus, Ohio; † 6. Oktober 1902 ebenda) war ein US-amerikanischer Offizier und Politiker (Republikanische Partei), der von 1880 bis 1883 Gouverneur des Idaho-Territorium war.

## Sezessionskrieg
Neil besuchte das Military Institute in Frankfort, Kentucky. Nach Ausbruch des Bürgerkrieges verpflichtete er sich am 1. Oktober 1861 und diente zuerst drei Monate lang in der Kompanie B, 2. Ohio Volunteer Infantry. Zur selben Zeit bat er den Gouverneur von Ohio Dennison um ein Offizierspatent, was dieser ihm jedoch nicht gab. Vorwürfe wurde laut, dass der Gouverneur all seinen Verwandten Ämter oder Offizierspatente zuschanzte. Im selben Jahr wurde er dann zur 46. Ohio Volunteer Infantry versetzt und erreichte den Rang eines Adjutanten. Bei den Kampfhandlungen bei Shiloh, Tennessee am 6. April 1862 wurde er verwundet. Im späteren Verlauf des Kriegs wurde er am 14. April 1864 zum Captain, am 23. Januar 1865 zum Major und am 16. Juli 1865 zum Lieutenant Colonel befördert. Er und sein Regiment wurden dann mit allen Ehren am 22. Juli 1865 bei Louisville, Kentucky entlassen. Das Regiment nahm außer an der Schlacht von Shiloh an den Schlachten von Missionary Ridge, Kennesaw Mountain, Atlanta und Bentonville teil.

## Weiterer Werdegang
Neil war 1865 Privatsekretär von zwei Gouverneuren von Ohio, Rutherford B. Hayes und Edward F. Noyes. Am 5. September 1871 heiratete er Marion Jones, die Tochter von Captain E. Penrose Jones, mit der er eine Tochter mit dem Namen Edith hatte. Neil war 1878 als Registerführer des Grundbuchamtes von Salt Lake City, Utah tätig. Dann wurde er 1880 als Gouverneur nominiert und war bis 1883 Territorialgouverneur von Idaho.